# Clay County (Georgia)
Clay County is een county in de Amerikaanse staat Georgia.
De county heeft een landoppervlakte van 506 km² en telt 3.357 inwoners (volkstelling 2000). De hoofdplaats is Fort Gaines.

## Bevolkingsontwikkeling

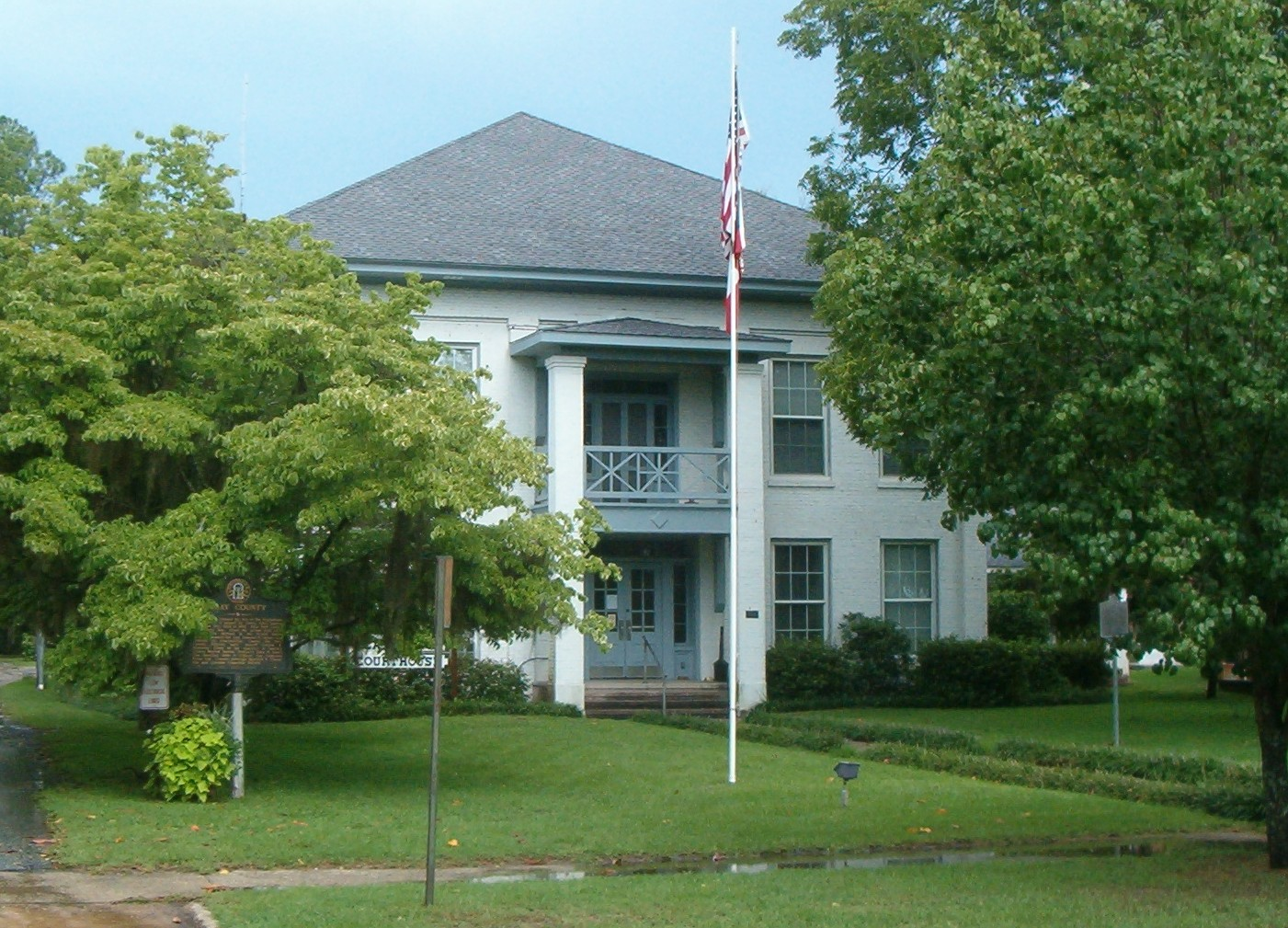
Clay County Courthouse